# The Magnetic Monster
The Magnetic Monster este un film SF american din 1953 regizat de Curt Siodmak. În rolurile principale joacă actorii Richard Carlson, King Donovan și Harry Ellerbe.

## Actori
- Richard Carlson este Dr. Jeffrey Stewart
- King Donovan este Dr. Dan Forbes
- Jean Byron este Connie Stewart
- Harry Ellerbe este Dr. Allard
- Leo Britt este Dr. Benton
- Leonard Mudie este Howard Denker
- Byron Foulger este Mr. Simon
- Michael Fox este Dr. Serny
- John Zaremba este Chief Watson (ca John Zarimba)
- Lee Phelps este City Engineer
- Watson Downs este Mayor
- Roy Engel este Gen. Behan (ca Roy Engle)
- Frank Gerstle este Col. Willis
- John Vosper este Capt. Dyer
- John Dodsworth este Dr. Carthwright